# ダニエル・ポール・アヴィオラ
ダニエル・ポール・アヴィオラ（フランス語: Daniel Paul Aviolat、1939年4月20日 - ）は、スイスの外交官。同国南西部フランス語圏ヴォー州のベー出身。外交官として40年以上に及ぶキャリアの中で世界各国に赴任したが、特に日本との関わりが深く、大阪で二度の在外勤務経験があることに加え、退官後には立命館大学客員教授も務めた。

## 外交経歴
- 1962年10月1日 : 連邦外務省（ドイツ語版、フランス語版、イタリア語版、英語版）入省[2]
- 1975年[3] - 1977年: 在大阪総領事館副領事、総領事不在時には総領事代理も兼任[2][4]
- 1978年 - 1980年: 在サウジアラビア大使館副領事[2]
- 1980年 - 1981年: 在レバノン大使館副領事[2]
- 1981年 - 1982年: 在レバノン大使館領事[2]
- 1982年 - 1986年: 在シンガポール大使館領事、書記官[2]
- 1986年 - 1988年: 在リベリア大使館臨時代理大使[2]
- 1988年 - 1993年: 在フランス大使館（フランス語版）参事官[2]
- 1988年 - 1990年: 兼UNESCOスイス政府代表部次席代表[4]
- 1993年[3] - 1998年[3]: 在ギリシャ大使館参事官[2][4]
- 1998年 - 2004年: 在大阪総領事[2]、在任末期には関西領事団長も兼任[4]

## 寄稿
- 『日中経協ジャーナル 2006年2月号』（日中経済協会） pp.22-25 所収「世界から見た日本と中国 元スイス外交官のみた日本」[5]